# شیناز
شیناز (انگلیسی: Shinaz) یک شهرک در شهرستان روتولسکی ناحیه داغستان کشور روسیه است.